# Friederike Juliane von Reventlow

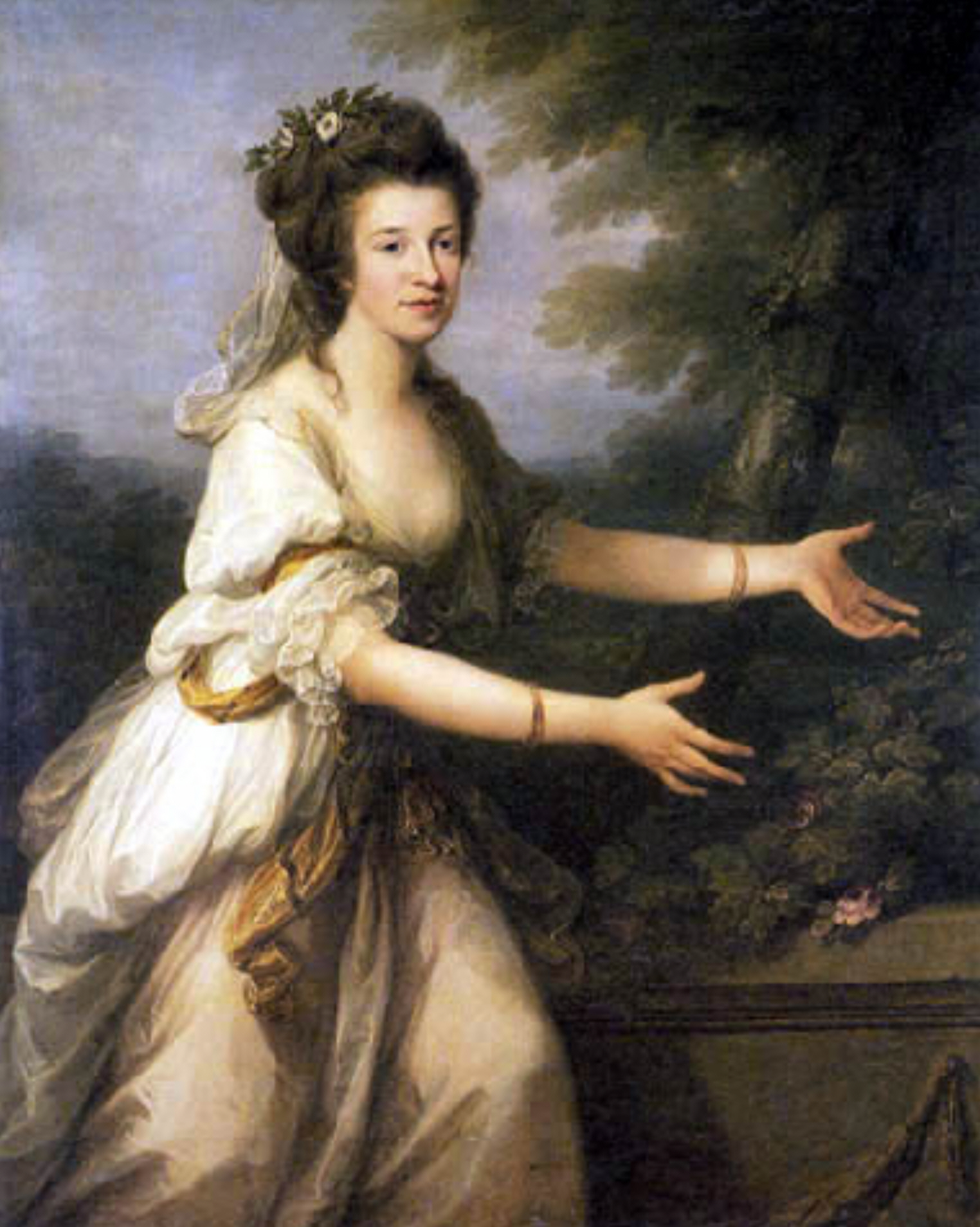
Angelika Kauffmann (1741–1807): Friederike Juliane von Reventlow (1784)

Friederike Juliane Gräfin von Reventlow (Rufname: Julia von Reventlow, geborene Schimmelmann; * 16. Februar 1762; † 27. Dezember 1816 auf Gut Emkendorf), Tochter des dänischen Kommerzintendanten Heinrich Carl von Schimmelmann, Schwester von Ernst Heinrich Graf von Schimmelmann und Caroline von Baudissin und Gattin von Friedrich Karl Graf von Reventlow, war Mittelpunkt des Emkendorfer Kreises.
Dieser Kreis kann einerseits als eine Art Literarischer Salon, andererseits aufgrund des Reichtums und der hohen Stellung der Gräfin als ein Musenhof angesehen werden.

## Leben
Friederike Juliane (Julia) Schimmelmann war die jüngste Tochter des dänischen Schatzmeisters Heinrich Schimmelmann. Nach seinem Aufstieg zu einer der wichtigsten Personen im dänischen Gesamtstaat gelang es ihm, seine Töchter mit Mitgliedern des schleswig-holsteinischen Adels zu verheiraten. Julia heiratete 1779 17-jährig Friedrich Karl Graf von Reventlow. Ihr Erbe ermöglichte es ihr, sich auf seinem Gut Emkendorf der Pflege der Kultur zu widmen. Gemeinsam reisten sie zweimal, 1783 und 1795–1797, nach Italien, von wo sie Künstler und Kunstgegenstände zur Ausstattung des Gutshauses mitbrachten.
Nach der Neugestaltung des Guts empfing Julia dort unter anderem Friedrich Gottlieb Klopstock, Heinrich Christian Boie, Matthias Claudius, Lavater, Johann Heinrich Voß und Friedrich Heinrich Jacobi. Zudem unterhielt sie einen ausführlichen Briefwechsel unter anderem mit Johann Caspar Lavater, unter dessen Einfluss ihre streng orthodoxe Frömmigkeit einen mystischen Einschlag erhielt. Im Freundeskreis wurde sie als „leidender Julia-Engel“ verehrt. Außerdem unterstützte sie ihren Mann im Kampf gegen den theologischen Rationalismus und gehörte zu den Förderern der Deutschen Christentumsgesellschaft.
Julia war zeitlebens kränklich und hatte keine eigenen Kinder. 1814 adoptierten sie und ihr Mann Joseph (1797–1850) und Heinrich (1798–1868), die beiden Söhne ihrer Nichte Caroline Friederike Schimmelmann (1778–1858) aus der Ehe mit Francois Valentine, Marquis le Merchier de Criminil (1753–1813), einem der zahlreichen adligen Flüchtlinge der Französischen Revolution, die über Jahre auf Emkendorf unterkamen. Als Grafen von Reventlow-Criminil wurden sie ihre Erben.
Neben ihrem großen Haushalt sorgte sie für die Erziehung der Kinder auf dem Gut. Für die leibeigenen Bauern des Guts verfasste sie, ähnlich wie ihre Schwester, ein dem Roman Lienhard und Gertrud von Johann Heinrich Pestalozzi nachempfundenes Büchlein, das im in der Aufklärungszeit üblichen Stil eines Dialogs sowohl über praktische Fragen des Alltags als auch über die Religion belehrte. Sie setzte sich auch für eine Verbesserung der Lebensbedingungen der Sklaven auf den Dänisch-Westindischen Plantagen ein, denen der Reichtum der Familie Schimmelmann entstammte, und ließ Herrnhuter Missionare dorthin aussenden.

## Abstammung
|  |                                                               |  |  |  |  |  |  |  |  |  |  |  |  |  |  |  |
|  | Diedrich Jacob Schimmelmann (1683–1743) Kaufmann und Ratsherr |  |  |  |  |  |  |  |  |  |  |  |  |  |  |  |
|  |                                                               |  |  |  |  |  |  |  |  |  |  |  |  |  |  |  |
|  |                                                               |  |  |  |  |  |  |  |  |  |  |  |  |  |  |  |
|  | Heinrich Carl von Schimmelmann (1724–1782) Kaufmann und Graf  |  |  |  |  |  |  |  |  |  |  |  |  |  |  |  |
|  |                                                               |  |  |  |  |  |  |  |  |  |  |  |  |  |  |  |
|  |                                                               |  |  |  |  |  |  |  |  |  |  |  |  |  |  |  |
|  | Esther Elisabeth Ludendorff (1684–1752)                       |  |  |  |  |  |  |  |  |  |  |  |  |  |  |  |
|  |                                                               |  |  |  |  |  |  |  |  |  |  |  |  |  |  |  |
|  |                                                               |  |  |  |  |  |  |  |  |  |  |  |  |  |  |  |
|  | Friederike Juliane von Reventlow (1762–1816)                  |  |  |  |  |  |  |  |  |  |  |  |  |  |  |  |
|  |                                                               |  |  |  |  |  |  |  |  |  |  |  |  |  |  |  |
|  |                                                               |  |  |  |  |  |  |  |  |  |  |  |  |  |  |  |
|  | Caroline Tugendreich Friedeborn (1730–1795)                   |  |  |  |  |  |  |  |  |  |  |  |  |  |  |  |
|  |                                                               |  |  |  |  |  |  |  |  |  |  |  |  |  |  |  |
|  |                                                               |  |  |  |  |  |  |  |  |  |  |  |  |  |  |  |